# Lasioglossum euxinicum
Lasioglossum euxinicum là một loài Hymenoptera trong họ Halictidae. Loài này được Ebmer mô tả khoa học năm 1972.